# 中华鸢尾兰
中华鸢尾兰（学名：Oberonia cathayana）为兰科鸢尾兰属下的一个种。

## 扩展阅读
- 維基物種上的相關：中华鸢尾兰